# Eubeckerella
Eubeckerella is een geslacht van vliesvleugeligen uit de familie van de Ormyridae. De wetenschappelijke naam van dit geslacht werd voor het eerst geldig gepubliceerd in 1999 door T. C. Narendran.

## Soorten
Het geslacht Eubeckerella is monotypisch en omvat slechts de volgende soort:
- Eubeckerella malaica Narendran, 1999